# Бернштейн Олександр Борисович
Олександр Борисович Бернштейн (14 (26) липня 1876 — 24 жовтня 1934, Київ) — лікар-терапевт, доктор медицини, професор.
Наприкінці XIX століття працював у Олександрівський лікарні під керівництвом Феофіла Яновського, де ще студентом 3-го курсу виконав дослідження «Про антагоністичну властивість трикрезолу». 
1921 року організував кафедру терапії в Першому київському інституті вдосконалення лікарів, якою керував до 1934 року. Наступного 1922 року став його деканом а згодом став його директором. Очолював інститут до смерті у 1934 році. Похований на Лук'янівському цвинтарі Києва.
Досліджував хвороби серцево-судинної системи.
Загинув у дорожньо-транспортній пригоді. У 1935-1941 роках Київський інститут удосконалення лікарів носив ім'я Олександра Бернштейна.

## Публікації
- О производящих причинах специфических болезней // Докл. комиссии о гигиен. значении помещения глав. станции Днестр.-Одес. водопровода у Чумного кладбища. О., 1871
- Бернштейн А.Б. О применении kalii hypermanganici при отравлениях препаратами опия. Врачебное дело. 1924; 4: 177 – 180.
- Бернштейн  А.Б. Умолкло  кроткое,  благородное  сердце.  Вечерний Киев. 1928, 9 июня; 158: 3
- До клініки вісцерального сифілісу // Збірник пам'яті академіка Теофіла Гавриловича Яновського. К., 1930, с. 776-786.